# Ľudovítová
Ľudovítová és un poble i municipi d'Eslovàquia que es troba a la regió de Nitra, al sud-oest del país.

## Demografia
| Godina             | 1994 | 2004    | 2014   | 2024   |
| ------------------ | ---- | ------- | ------ | ------ |
| Nombre de persones | 216  | 258     | 251    | 233    |
| Diferència         |      | +19,44% | −2,71% | −7,17% |

| Godina             | 2023 | 2024   |
| ------------------ | ---- | ------ |
| Nombre de persones | 236  | 233    |
| Diferència         |      | −1,27% |